# Trybuna Ludu
Trybuna Ludu (en français La Tribune du Peuple) était l'un des plus importants journaux de l'Histoire de la Pologne sous l'époque soviétique, à savoir entre 1948 et 1990. Il s'agissait du média officiel du Parti ouvrier unifié polonais (PZPR) qui assurait la propagande communiste. Le journal s'arrête officiellement en décembre 1990, lors de la chute de l'URSS. En effet, le  PZPR, propriétaire du quotidien, est alors dissous. Officieusement, le journal de gauche Trybuna a repris la tradition de son prédécesseur.
Le quotidien était avec les journaux tchécoslovaque Rudé Právo et est-allemand Neues Deutschland, coorganisateur de la Course de la Paix, épreuve cycliste par étapes sillonnant les routes polonaises, tchécoslovaques et de République démocratique allemande.

## Liens
- " Trybuny Ludu " consultables, éditions de mars 1968